# Morris Ketchum Jesup

Morris Ketchum Jesup

Morris Ketchum Jesup (* 21. Juni 1830 in Westport, Connecticut; † 22. Januar 1908 in New York) war ein US-amerikanischer Bankier (Cuyler, Morgan  & Jesup) und Philanthrop.

## Die frühen Jahre
Er wurde als fünftes Kind von Charles Jesup und Abigail Sherwood geboren. Er hatte 9 Geschwister, sieben Brüder und zwei Schwestern. Aber nur sein Bruder Richard erreichte sein 30. Lebensjahr, während die anderen Geschwister an Schwindsucht (Tuberkulose) starben. Seine Eltern waren Puritaner.
Als Morris 7 Jahre alt war, fegte die Panik von 1837 über das Land und das Vermögen seines Vaters war verloren, ebenso wie ein beträchtlicher Teil des Geldes, das seine Mutter von ihrem Vater, Richter Sherwood, geerbt hatte. Im gleichen Jahr starb plötzlich der Vater, der nur 42 Jahre alt geworden war. Nun stand die Mutter alleine da. Für eine Zeit akzeptierte sie die Hilfe ihres Schwiegervaters, aber dann siegte ihr Wille nach Unabhängigkeit und sie machte sich mit ihren Kindern per Dampfer auf nach New York. Sie fanden ein Heim in 39, New Bond Street, wo sie über 10 Jahre wohnten. Als das Haus weichen musste, konnte Morris seiner Mutter ein eigenes Haus schenken.
Die schulische Ausbildung musste auf ein Mindestmaß beschränkt werden und mit 12 Jahren arbeitete er bei der Firma Robert, Ketchum & Grosvenor, die Lokomotiven und Maschinen für Baumwolle herstellten. Die Stelle verdankte er Morris Ketchum, einem Freund seines Vaters. Sein Verantwortungsbereich wuchs mit den Jahren, aber leider nicht sein Gehalt. In den 12 Jahren betrug sein Gehalt noch immer $ 600 und er war unzufrieden. Er hatte kein Geld für ein eigenes Geschäft übrig, denn er gab alles Geld seiner Mutter. Bald bot sich eine Möglichkeit durch seinen Bruder Frederick, der als Kassierer in der Bank von „Ketchum, Robert and Bement“ arbeitete, lernte er den Buchhalter Charles Clark kennen. Sie eröffneten die Firma „Clark and Jesup“, wobei ersterer das Kapital einbrachte und im Büro tätig war und Jesup den Außendienst machte. Als alles geregelt hat, kündigte er 1852 seine Stelle bei Grosvenor. Nach anfänglicher Überraschung bot ihm Mr. Grosvenor seine Hilfe an. Er stellte ihn der Union Bank in der Wall Street vor und eröffnete ein Konto in Morris Namen, für das er bürgte. Als später die Firma Robert, Ketchum & Grosvenor zu Rogers Locomotive Works wurde, wurde Morris die Stelle des Vizepräsidenten angeboten, die er auch annahm. Mit Jasper Grosvenor verband ihn eine Freundschaft bis zu dessen Tod im Jahre 1857.

## Kaufmann und Bankier
Gemeinsam mit dem Schotten John S. Kennedy gründete er 1857 die Firma K. Jesup & Company mit Büroräumen auf dem Exchange Place 44, die Materialien für den Eisenbahnbau lieferte, ebenso wie ihre Firma Clark & Jessup, die ihre Büros auf der Pearl Street 139 hatte. Zu jener Zeit war die einzige Schiffsverbindung die Cunard Linie von Boston, die alle 2 Wochen über Halifax fuhr. Jesup hatte eine Anfrage von der Chicago & Mississippi Railroad für Eisenbahnschienen von der Firma Crashay in Cardiff, Wales, dem größten Hersteller. Er begab sich mit seinem Bruder Arthur mit der MS Europa auf die Reise nach Wales und konnte das Geschäft für die benötigten Gleise abschließen. Sie waren zu Vermittlern zwischen Hersteller und Eisenbahnlinie geworden.
Die Bekanntschaft mit Männern aus dem Eisenbahnbau beiderseits des Atlantiks hatte ihnen Einsicht in die Probleme des Eisenbahnbaus gebracht und sie begannen, sowohl mit Rohmaterial als auch mit Sicherheiten zu handeln.
Kennedy, der ursprünglich in Glasgow bleiben sollte, kam nach Chicago, wo er 1861–62 unter dem Namen „Jesup, Kennedy & Adams“ eine Zweigstelle eröffnete. John Macgregor Adams hat vormals als Repräsentant gearbeitet. John Chippewa Crerar übernahm die Firmenleitung. Die Partnerschaft mit Kennedy bestand über 10 Jahre bis 1867, als Kennedy eine eigene Firma gründete. 1870 trat John Paton in die Firma ein, und der Name änderte sich in „M. K. Jesup, Paton & Company“. Später kam auch Jesups Neffe, Cornelius C. Cuyler in die Firma. Nach dem Tod von Paton änderte sich der Firmenname in „Cuyler, Morgan and Company“.
Nach seinem Rückzug 1884 blieb Jesup jedoch weiterhin Partner in den Firmen.
Ketchum wurde als Finanzier weit bekannt und 1884 zog er sich aus dem aktiven Geschäft zurück, um sich seinen vielfältigen ehrenamtlichen Tätigkeiten zu widmen.

## Der Wohltäter
- 1872 wurde er Präsident vom Five Points House of Industry;[4]
- Er war Gründer der Young Men’s Christian Association (YMCA) in New York[5] deren Präsident er 1872 wurde.
- 1873 begründete Anthony Comstock die „New York Society for the Suppression of Vice“ (Gesellschaft zur Unterdrückung des Lasters), die die Abbildung einer Bücherverbrennung auf ihrem Siegel führte. Jesup unterstützte diese Gesellschaft. Es gelang Comstock, einen Kongressbeschluss für die sogenannten Comstock-Gesetze zu erwirken, die obszöne Materialien von Literatur bis zu Verhütungsmitteln vom Postversand ausschlossen.[6]
- 1881 wurde er Präsident von der „New York City Mission and Tract Society“, für die er die DeWitt Memorial Church in Rivington street baute als Gedenken an  Reverend Doctor DeWitt,  seinem Schwiegervater[7]
- Ebenfalls 1881 wurde er zum Präsidenten des American Museum of Natural History gewählt, dessen

Mitbegründer er war und wo er 25 Jahre verblieb. Er war maßgeblich für den Beginn und Aufbau der Sammlungen.
- 1899 Präsident der Handelskammer von New York (New York Chamber of Commerce).[8]

Er galt als wohltätig und finanzierte maßgeblich die Arktisexpeditionen von Robert Edwin Peary – er war 1897 Präsident des Artic Club geworden – und die Jesup North Pacific Expedition unter der Leitung von Franz Boas. Nach ihm wurde Kap Morris Jesup auf Grönland benannt.
Er bedachte das
- Metropolitan Museum of Art mit einer Sammlung heimischer Holzarten, die auf $100,000 geschätzt wurde;
- die Yale Divinity School (Theologisches Seminar) mit $51,000;
- das Woman's Hospital in New York City, $100,000;
- der Yale University vermachte er die von dem Schwedischen Arabisten Carlo Landberg (1848–1924) erworbenen Landberg Arabic MSS. (Manuskripte)[11], für die er $20,000 zahlte;
- und dem Williams College $35,000

Er war Schatzmeister des Slater Fund in dessen Anfängen und er auch Mitglied sowohl des Peabody Educational Board und als auch des General Education Board. Dadurch bekam er Verbindung zum Tuskegee Institute und George Washington Carver, dem er einen Pferdewagen finanzierte, als mobilen Anschauungsunterricht.
Jesup heiratete am 26. April 1854 Maria van Antwerp DeWitt Jesup (1834–1914), die nach seinem Tode der Stadt Bar Harbor eine Bücherei zur Erinnerung an ihren Ehemann stiftete  und dem Metropolitan Museum, New York, als Schenkung von ihr eine große und wertvolle Gemäldesammlung vermachte.